# Илларионов, Сергей Владимирович
Серге́й Влади́мирович Илларио́нов (24 декабря 1938, Одесса — 21 ноября 2000, Москва) — советский и российский философ, специалист в области философии науки. Доктор философских наук, профессор.

## Биография
Сергей Владимирович Илларионов родился 24 декабря 1938 года в Одессе, где его мать была в гостях. Его родители жили в Долгопрудном на Долгопрудненской агрохимической опытной станции, и сам он провёл здесь детство и юность.
В 1955 году после окончания школы он поступил в МФТИ, в 1961 году окончил факультет радиотехники и кибернетики. После окончания поступил в аспирантуру. С 1964 года и до конца своей жизни работал в МФТИ, вначале на кафедре электротехники, а с 1972 года — на кафедре философии, был доцентом, затем профессором кафедры философии МФТИ.
В 1976 году в Институте философии АН СССР защитил диссертацию на соискание учёной степени кандидата философских наук по теме «Принцип ограничений и его методологическая роль в современной физике» (специальность 09.00.08 Философия науки и техники).
В 1990 году там же защитил диссертацию на соискание учёной степени доктора философских наук по теме «Система методологических принципов в научном познании» (специальность 09.00.08 Философия науки и техники). По словам профессора Юрия Семёнова, «присвоение в 1990 году ему степени доктора философских наук означало лишь оформление положения, давно достигнутого им в философском мире. Сергей Владимирович был не просто и не только преподавателем философии, не просто и не только научным работником в этой области… Он был настоящим, прирождённым философом, философом par excellence. Философия была его истинным призванием». Семёнов также называл его «Лекции по теории познания и философии науки» примером среди «подлинно философских прекрасных работ».
Умер 21 ноября 2000 года. Похоронен на Введенском кладбище.

## Научная деятельность
Рассматривал методологию науки как целостную систему взаимосвязанных принципов и исследовал различные стороны их использования в научной картине мира
. Предложил новую интерпретацию принципа соответствия. Выдвинул принцип ограничений, играющий важную методологическую роль при переходе от старой физической теории к новой. Ввёл понятие физической исследовательской программы.